# ألكسندر دافيدوف
ألكسندر دافيدوف هو لاعب كرة قدم روسي في مركز حراسة المرمى، ولد في 12 مايو 1977. لعب مع أفانجارد كورسك.

## وصلات خارجية
- ألكسندر دافيدوف على موقع قاعدة بيانات كرة القدم.إي يو (الإنجليزية)
- ألكسندر دافيدوف على موقع Soccerway.com (الإنجليزية)